# Gobierno y política de Brasil

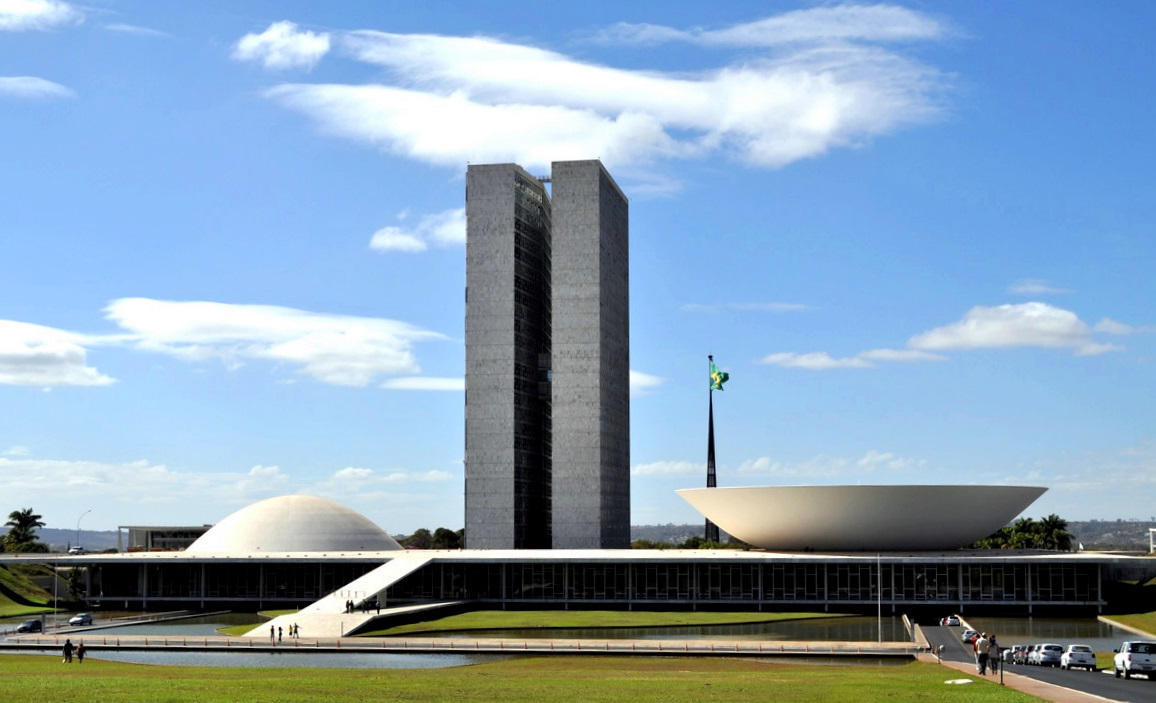
Congreso Nacional del Brasil.

La política de Brasil ocurre en un marco de una república democrática representativa presidencial federal, por lo cual el presidente de Brasil es jefe de estado como la cabeza del gobierno y de un sistema pluriforme. El poder ejecutivo es ejercido por el gobierno. El legislativo es concedido tanto en el gobierno como en las dos cámaras del Congreso Nacional. La Judicial es independiente del ejecutivo y la legislatura. Brasil está dividido en 26 estados y un distrito federal.

## Vida política
En 2015 a 2016, en el contexto de manifestaciones contra la presidenta Dilma Rousseff, las ideas conservadoras tienden a extender su influencia en la sociedad. La gran mayoría de los manifestantes apoyaba una política más represiva : “Entre el 70% y el 80% de las personas encuestadas se pronunciaba a favor de un endurecimiento de las penas contra la delincuencia y la reducción de la edad mínima de responsabilidad penal a los dieciséis años." Según los estudios de opinión realizados en 2010 y en 2016 por el Instituto Brasileño de Opinión Pública y Estadística (IBOPE), entre ambas fechas, la adhesión a la pena de muerte pasó del 31% al 49% y el número de personas que se declaraban conservadoras, del 49% al 59%.
Las derechas – liberal, nacionalista, conservadora – se disputan una parte del antiguo electorado del PT, particularmente en la periferia de las ciudades, donde los niveles de vida han progresado durante la década 2000. “Estas nuevas pequeñas clases medias sueñan con emprender y consumir”, según la Fundación Perseu Abramo. "Son muy sensibles a los discursos meritocráticos de la derecha o de las iglesias evangélicas, y el discurso del PT, que aún se dirige a los pobres, los conquista en menor medida”.
Las derechas – liberal, nacionalista, conservadora – se disputan una parte del antiguo electorado del PT, particularmente en la periferia de las ciudades, donde los niveles de vida han progresado durante la década 2000. “Estas nuevas pequeñas clases medias sueñan con emprender y consumir”, según la Fundación Perseu Abramo. "Son muy sensibles a los discursos meritocráticos de la derecha o de las iglesias evangélicas, y el discurso del PT, que aún se dirige a los pobres, los conquista en menor medida
Las derechas – liberal, nacionalista, conservadora – se disputan una parte del antiguo electorado del PT, particularmente en la periferia de las ciudades, donde los niveles de vida han progresado durante la década 2000. “Estas nuevas pequeñas clases medias sueñan con emprender y consumir”, según la Fundación Perseu Abramo. "Son muy sensibles a los discursos meritocráticos de la derecha o de las iglesias evangélicas, y el discurso del PT, que se dirige a los pobres, los conquista en menor medida

## Rama ejecutiva

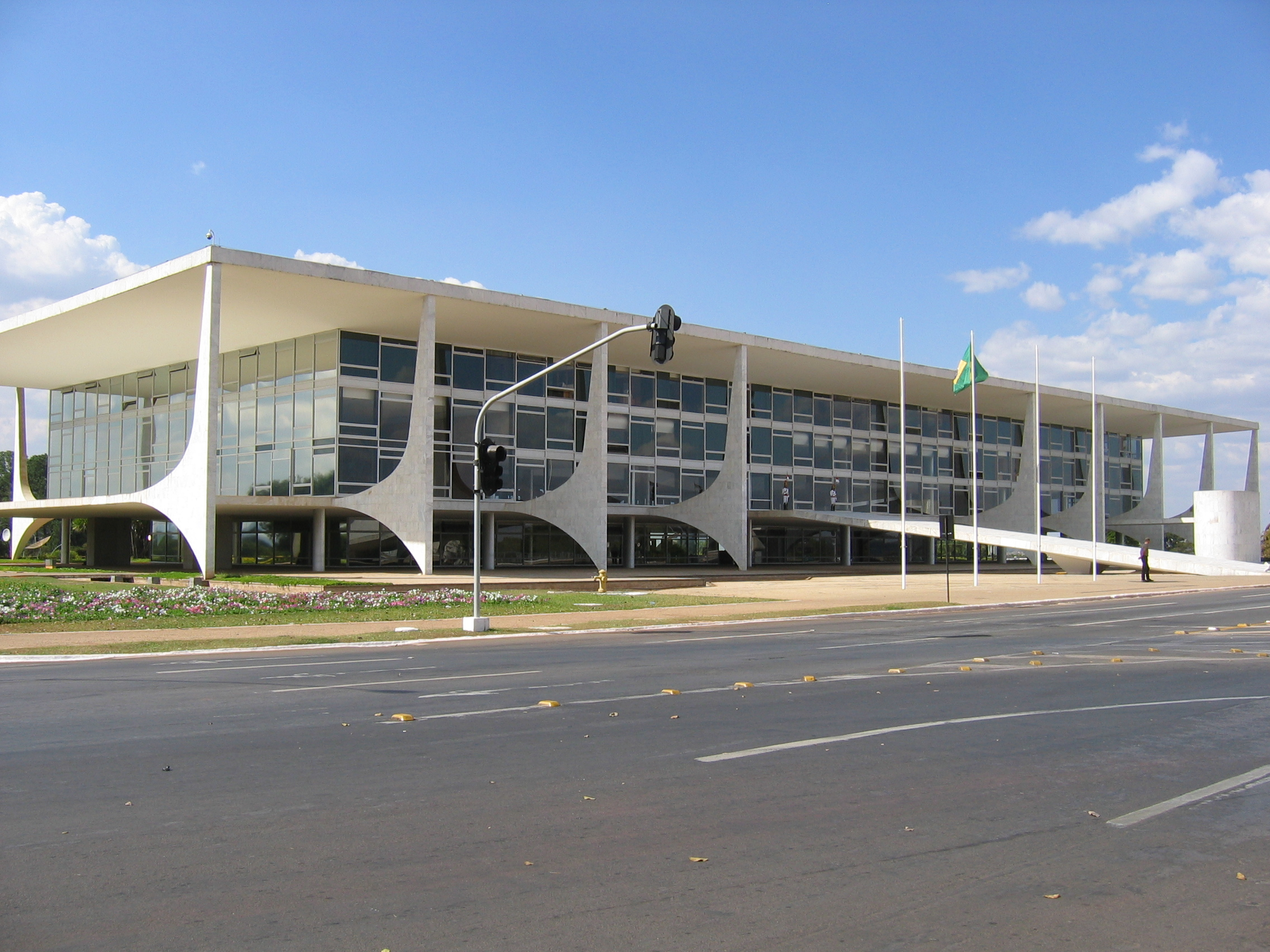
Palácio do Planalto.

- Presidente: Lula da Silva, presidente del Brasil.
- Vice-Presidente: Geraldo Alckmin.

La constitución de 1988 concede amplios poderes con el gobierno federal, compuesto por las ramas ejecutiva, legislativa y judicial. El presidente sostiene la oficina durante cuatro años, con el derecho a la reelección para un término de cuatro años adicional, y designa su propio gabinete.

## Rama legislativa

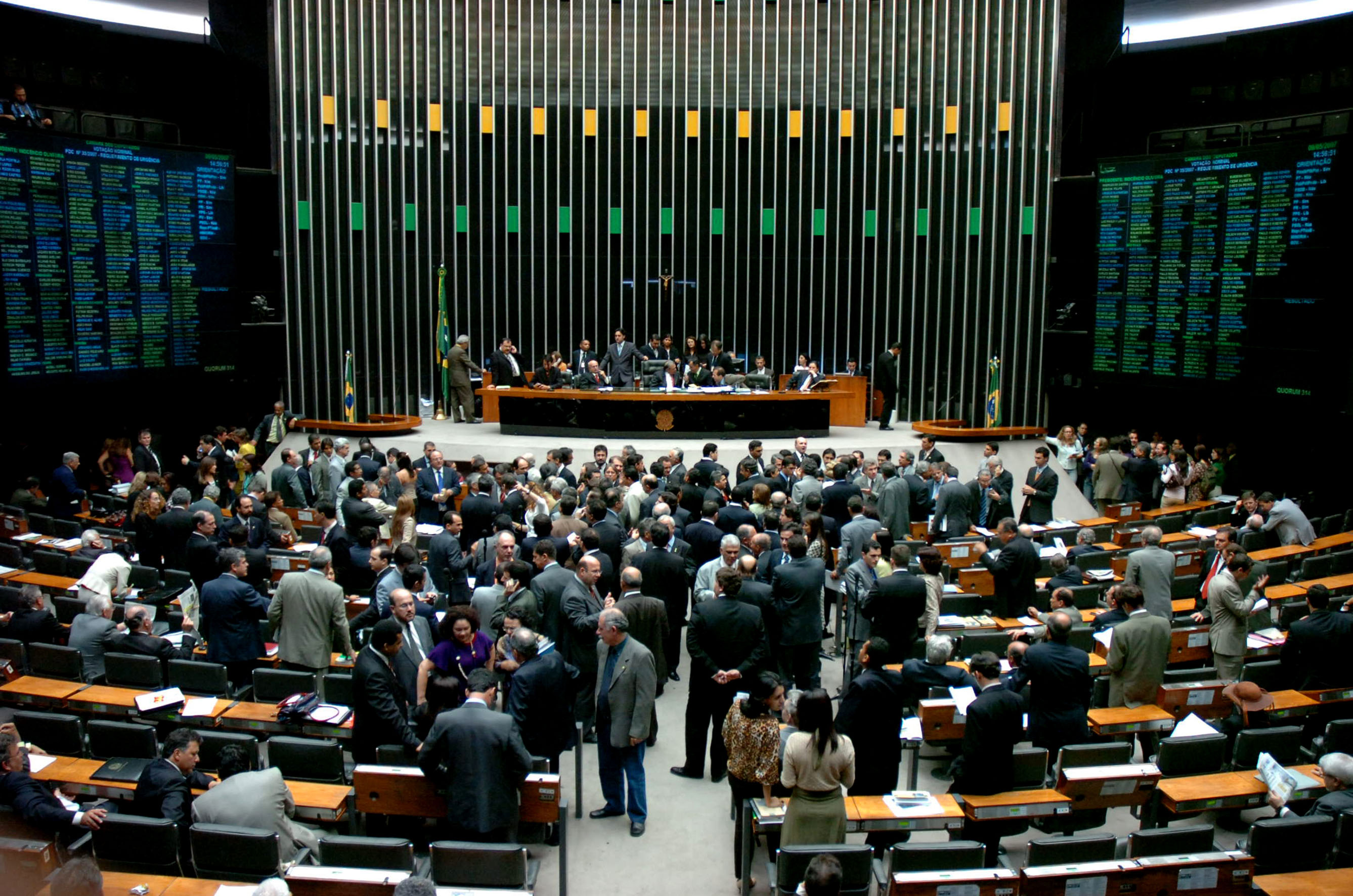
Cámara de Diputados de Brasil.

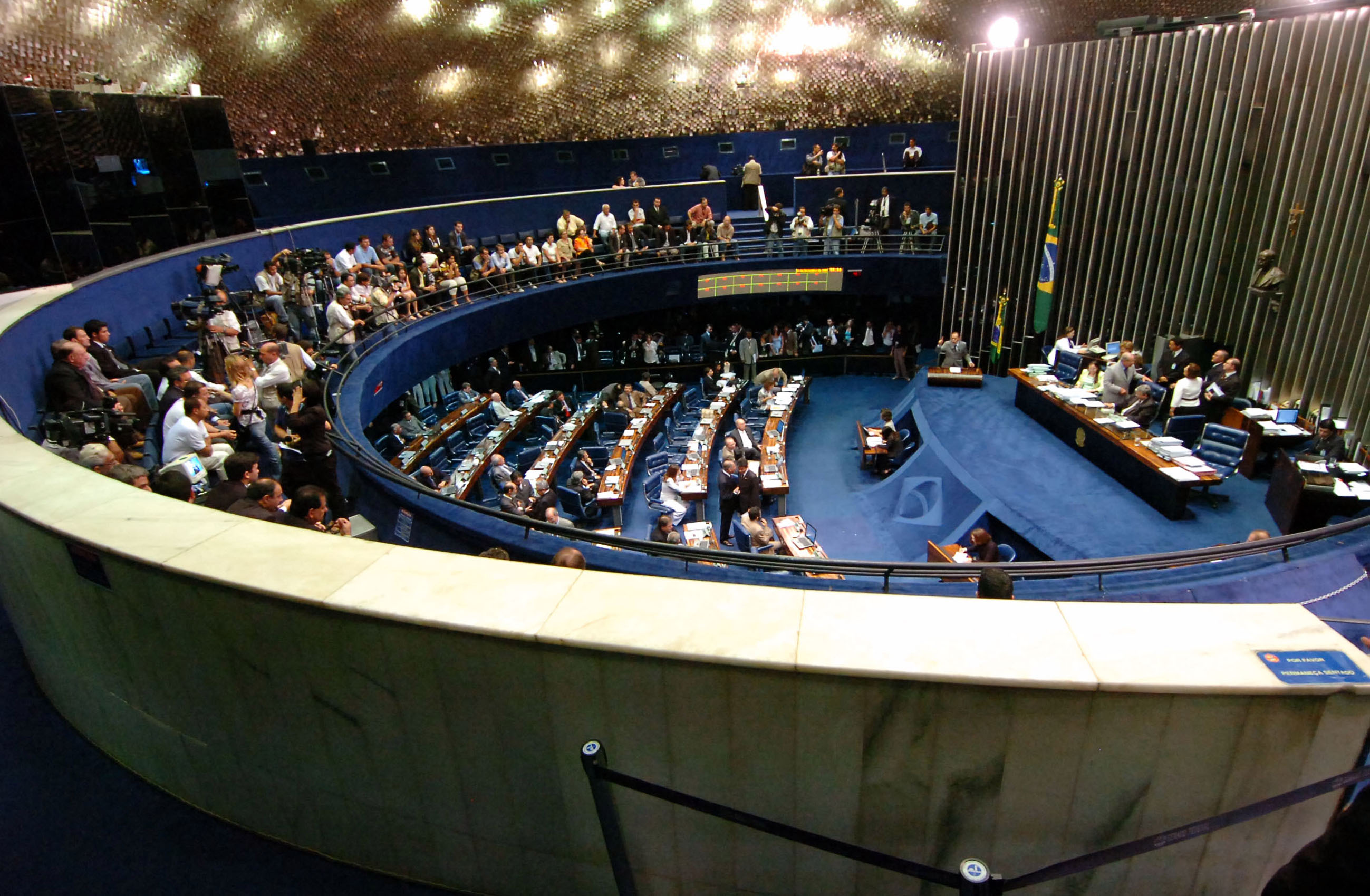
Senado del Brasil.

El Congreso Nacional o Congresso Nacional comprende:
El Senado Federal: tiene 81 asientos, tres miembros de cada distrito estatal o federal decidido según el principio de la mayoría para servir términos de ocho años; un tercero decidido después de un período de cuatro años, dos terceras partes decididas después del próximo período de cuatro años.
La Cámara de Diputados o Câmara dos Deputados, el cual tiene 513 asientos; los diputados son elegidos por la representación proporcional para servir por términos de cuatro años.
Los asientos son asignados proporcionalmente a la población de cada estado, pero cada estado es elegible para mínimo de 8 y un máximo de 70 asientos. El resultado es un sistema ponderado a favor de estados más pequeños.
En el Congreso están representados quince partidos políticos. Como es común para los políticos cambiar de partidos, la proporción de asientos del Congreso sostenidos por cambios de partidos particulares varía con regularidad.

## Estados

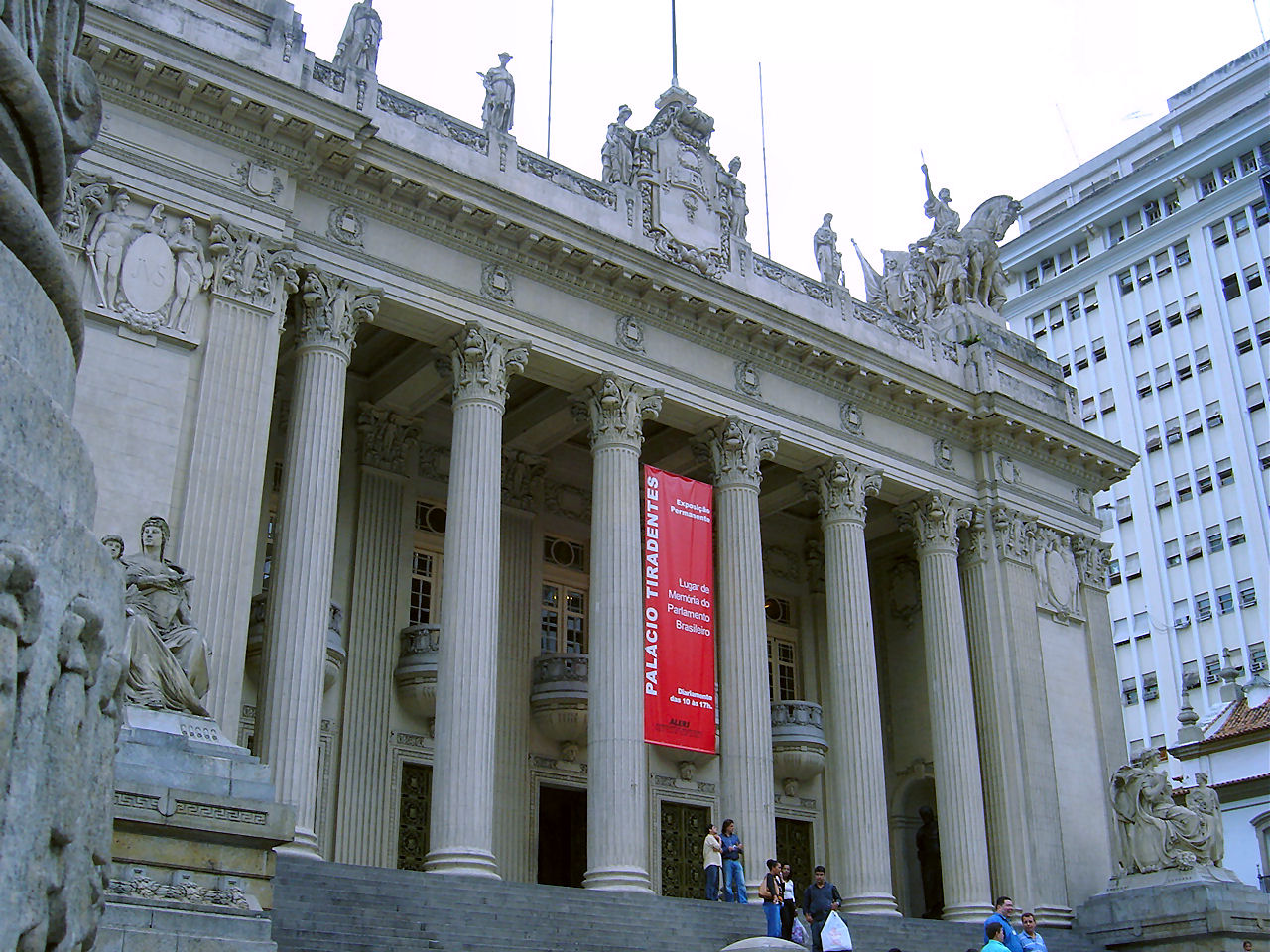
Asamblea Legislativa del Estado de Río de Janeiro.

Brasil está dividido en dos tipos de unidades subnacionales: estados y municipalidades.
Los estados brasileños son entidades autónomas organizadas con ramas de administración completas, independencia financiera relativa y su propio conjunto de símbolos, similares a los de la nación. A pesar de su autonomía relativa, todos tienen el mismo modelo de administración, que determinado por la Constitución. Los estados son:
•	Acre
•	Alagoas
•	Amapá
•	Amazonas
•	Bahía
•	Ceará
•	Distrito Federal*
•	Espírito Santo
•	Goiás
•	Maranhão
•	Mato Grosso
•	Mato Grosso do Sul
•	Minas Gerais
•	Pará
•	Paraíba
•	Paraná
•	Pernambuco
•	Piauí
•	Río de Janeiro
•	Rio Grande do Norte
•	Rio Grande do Sul
•	Rondônia
•	Roraima
•	Santa Catarina
•	São Paulo
•	Sergipe
•	Tocantins.
Los estados tienen elecciones cada cuatro años y disponen de una cantidad considerable de poder. La constitución de 1988 permite que los estados tengan sus propios impuestos, y encomienda la asignación regular de una parte de los impuestos recolectados localmente por el gobierno federal.
El papel ejecutivo es ejercido por el Governador (Gobernador) y sus Secretários (Secretarios) designados; el legislativo es ejercido por la Assembléia Legislativa (Asamblea Legislativa); y el judicial, por el Tribunal de Justiça (Tribunal de Justicia).
Los gobernadores y los miembros de las asambleas son elegidos, pero los miembros de la judicatura son designados por el gobernador de una lista proporcionada por los miembros actuales del Tribunal de Justicia Estatal que contiene solo jueces (estos son elegidos por el mérito en exámenes abiertos a alguien con un grado de la Ley). El nombre elegido por el gobernador debe ser aprobado por la Asamblea antes de la inauguración. La Constitución de 1988 ha concedido a los estados la mayor cantidad de la autonomía desde la Vieja República.
Cada uno de los 27 gobernadores debe conseguir más del 50 por ciento del voto, incluso puede haber una segunda vuelta de desempate entre los dos primeros candidatos si es necesario. En contraste con el nivel federal, las legislaturas estatales son unicamerales, aunque las autoridades sean decididas por medios similares, implicando un sistema de lista abierta en el cual el estado sirve como un distrito electoral. Las elecciones de nivel estatal tienen lugar al mismo tiempo que las de la Presidencia y Congreso.
En 2002, los candidatos de ocho partidos diferentes ganaron la competición gubernativa mientras 28 partidos estña representados en las legislaturas estatales del país.
Los estados más importantes (en términos de poder demográfico y económico) son São Paulo, Río de Janeiro, Minas Gerais, Rio Grande do Sul, Paraná, Bahía, Pernambuco y Pará.

## Municipios

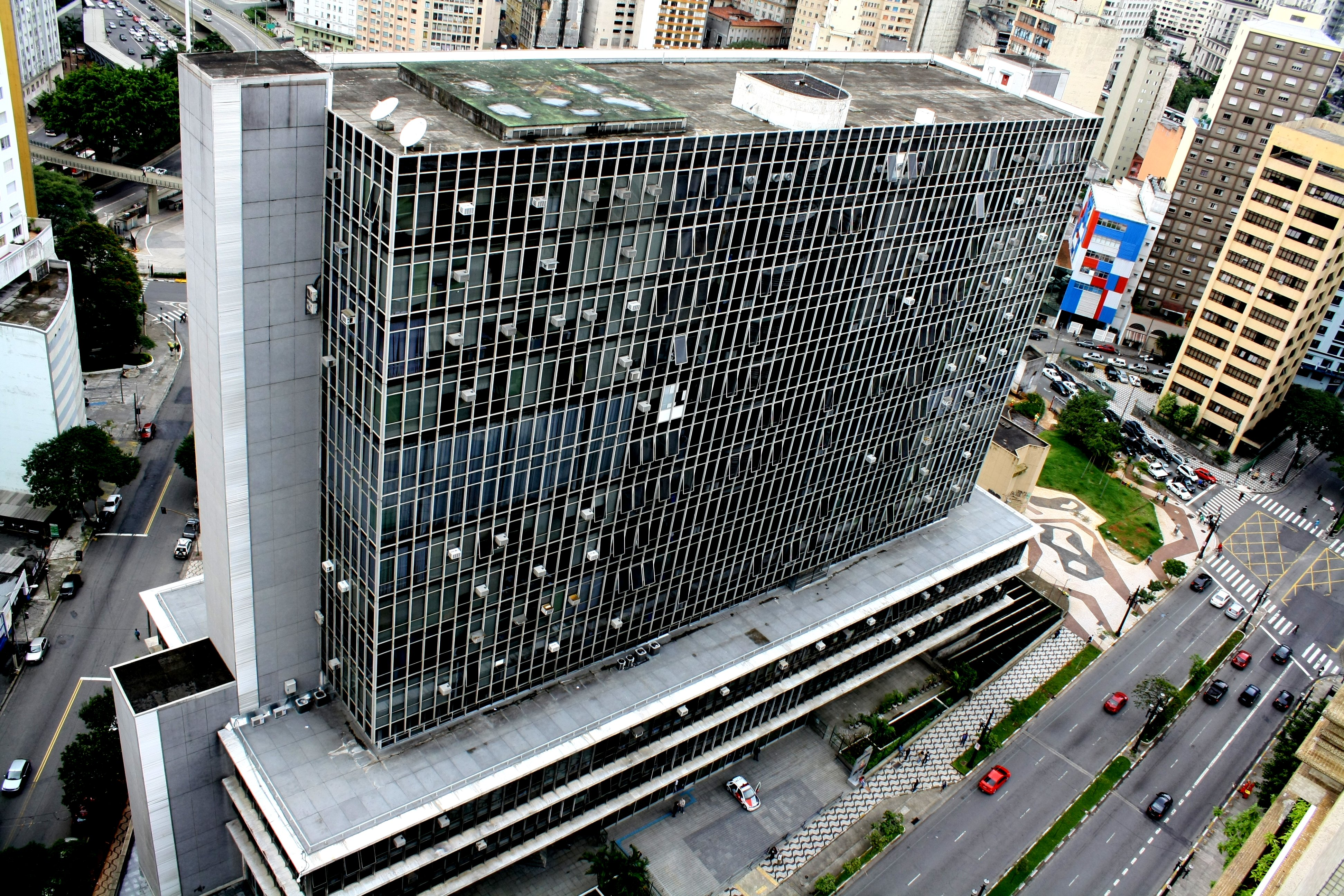
Cámara Municipal de São Paulo.

Brasil no tiene una diferencia clara entre ciudades y pueblos (en efecto, la palabra portuguesa cidade significa ambas). La única diferencia posible es la que considera los municipios que tienen un Tribunal de Justicia y aquellas que no. Los primeros son llamados Sedes de Comarca (Comarca es el territorio conforme a la regla de aquel Tribunal). Además de este, solo el tamaño y la importancia diferencian a una de la otra.
El municipio (municipio) es un territorio que comprende un área urbana, la Sede (asiento), del cual generalmente toma el nombre, y varias otras áreas urbanas o rurales menores, los distritos. El asiento de un municipio generalmente es el área urbana más poblada dentro de ella; cuando otra área urbana crece demasiado, esto por lo general, se divide del municipio original para formar otro.
Un municipio es relativamente autónomo: es permitido tener su propia Constitución que es llamada la Ley Orgánica (Lei Organica), cobrar impuestos y honorarios, mantener una Policía Municipal (aunque con poderes muy restringidos), aprobar leyes en cualquier materia que no contradigan al Estado o a la Constitución Nacional, y a identificarse a sí misma con símbolos (como una bandera, un himno y un escudo de armas). Sin embargo, no todas los municipios ejercen la totalidad de esta autonomía. Por ejemplo, solo algunos municipios mantienen policías locales, algunos de ellos no cobran algunos impuestos (para atraer a inversionistas o residentes) y muchos de ellos no tienen una bandera (aunque se requiera que todos ellos tengan un escudo de armas).
Los municipios son gobernados por un Prefeito elegido (Alcalde) y una Câmara de Vereadores (Cámara de Concejales) unicameral. En municipios con más de 200,000 votantes, el Alcalde debe ser elegido con más del 50% de los votos válidos. El poder ejecutivo es llamado Prefeitura.
Los municipios brasileños pueden variar extensamente en área y población. El municipio de Altamira, Brasil, en el estado de Pará, con sus 161,445.9 kilómetros cuadrados es más grande en el área que muchos países del mundo. Varias municipios brasileños tienen más de 1,000,000 de habitantes, siendo São Paulo el más poblado, con más de 9,000,000.
Hasta 1974, Brasil tenía una municipalidad de nivel estatal, el Estado de Guanabara, ahora combinado con Río de Janeiro, que comprendió la ciudad de Río de Janeiro.
El Distrito Federal es una unidad anómala de la federación, como no está organizada de la misma manera que un municipio, no posee la misma autonomía que un estado (pero está clasificado entre ellos), y está estrechamente relacionado con el poder central. Es considerado una municipalidad sola, dividida en el asiento (Brasilia) y algunos distritos urbanos (las llamadas ciudades satélite). Las ciudades satélite son creadas (en derecho) y gobernadas directamente por el gobernador del distrito federal y no poseen ninguna identidad verdadera.

## Rama judicial
Los tribunales de jurisdicción brasileños funcionan bajo derecho civil y sistema adversarial. La rama Judicial está organizada en los sistemas y federales de los estados con jurisdicciones diferentes. Los jueces de los tribunales del primer caso toman posesión del cargo después de la oposición pública. Los segundos jueces de caso son promovidos entre los primeros jueces de caso. Las justicias de los tribunales superiores son designadas por el Presidente de por vida y aprobadas por el Senado. Todos los jueces y las justicias deben ser graduados en la ley. Los jueces brasileños deben retirarse a la edad de 70 años.
 Rama judicial de los Estados 
El país está dividido en comarcas llamadas distritos judiciales, formados por una o varias ciudades. Cada comarca tiene al menos un tribunal del primer caso. Hay tribunales de primera instancia para pleitos de familia o bancarrota en algunas ciudades y estados. Los juicios de tribunales de distrito de tesis pueden estar sujetos a revisión judicial después de las apelaciones a los tribunales de segunda instancia. Los juicios de tribunales del primer caso son por lo general hechos por solo un juez. El sistema de justicia brasileño usa procesos de jurado solo para juzgar delitos contra la persona.
En todos los estados brasileños hay un tribunal del segundo caso, llamado Tribunal de Justicia (Tribunal de Justiça). Algunos estados, como São Paulo y Minas Gerais, solían tener Tribunales de apelación (Tribunal de Alçada) también, pero con jurisdicciones distintas. El tribunal más alto de un estado es el Tribunal de Justicia.
Los segundos juicios de caso son por lo general hechos por tres jueces, que, en los Tribunales de Justicia, son llamados desembargadores.
Rama judicial federal
El territorio nacional es dividido en cinco regiones, que son formadas de uno o varios estados. Cada región es dividida en Secciones de Judicatura (Seções Judiciárias) con un territorio que puede no corresponder a comarcas de los estados. Las Secciones de Judicatura tienen tribunales federales de primera instancia y cada región tiene un Tribunal Regional Federal (Tribunal Regional Federal) como un tribunal de segunda instancia.
Hay un sistema de tribunal federal especial para pleitos de trabajo llamados la Justicia de Trabajo (Justiça do Trabalho) con sus propios tribunales.
Tribunales superiores

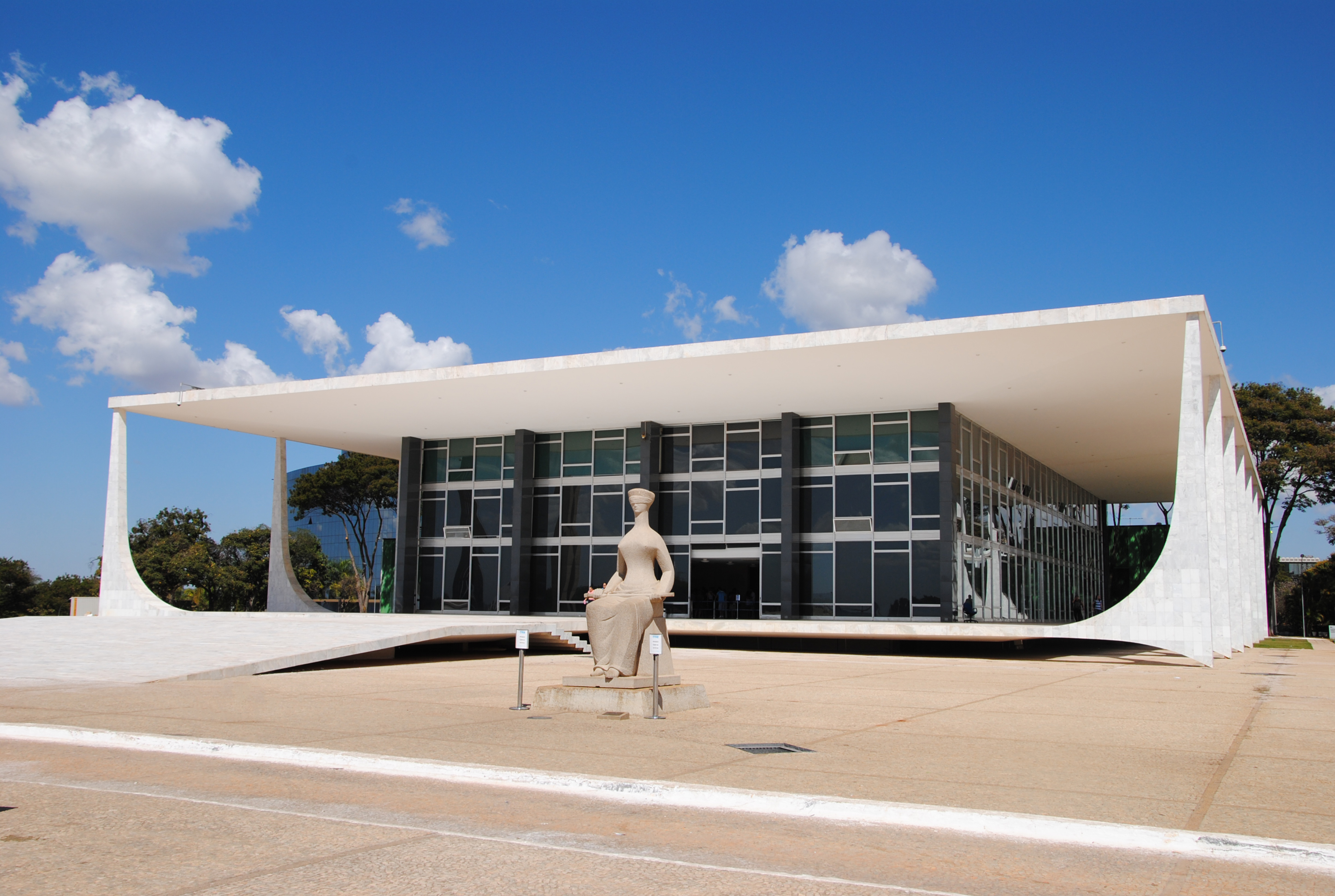
Supremo Tribunal Federal.

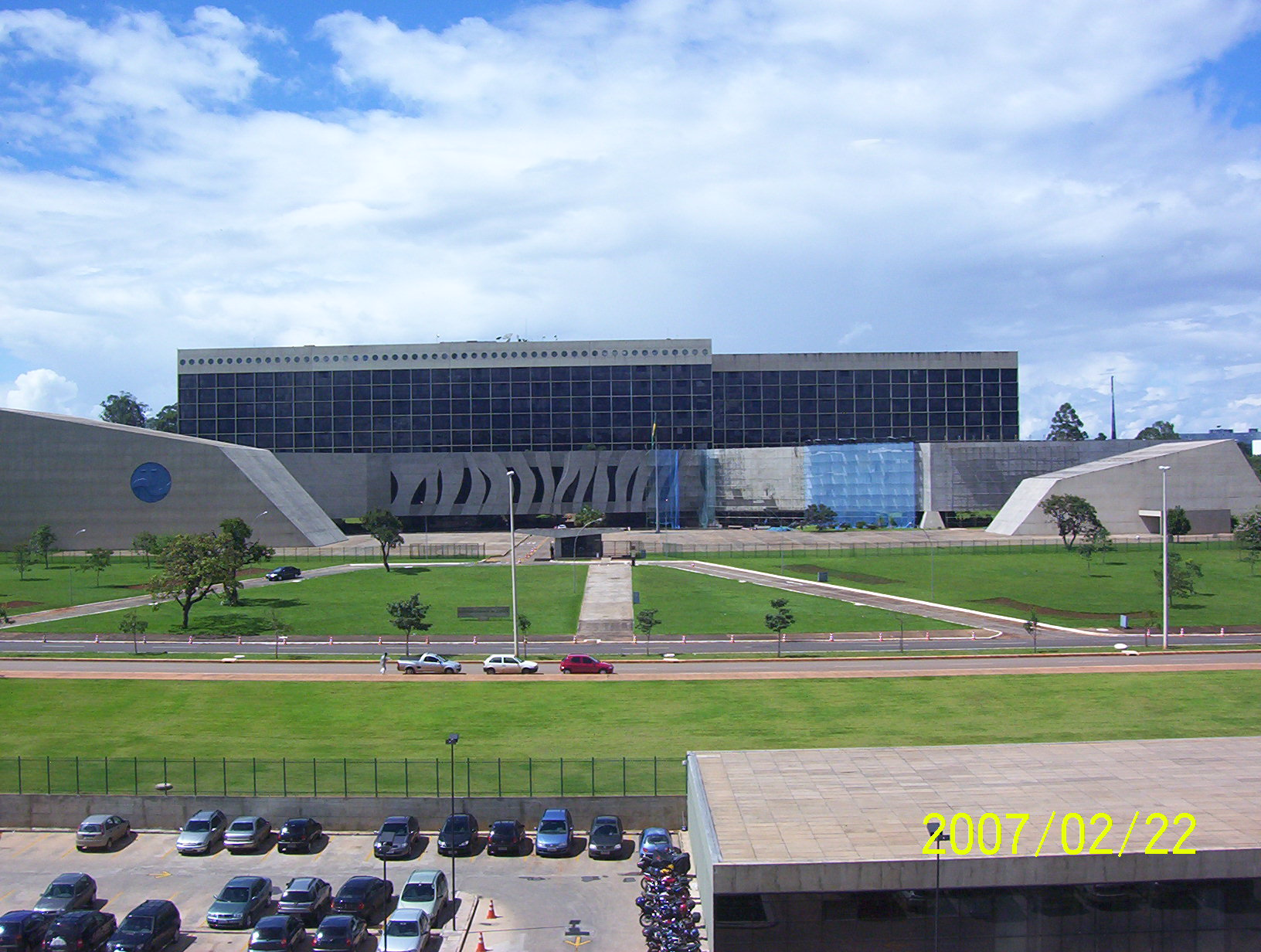
Tribunal Superior de Justicia.

Hay dos tribunales superiores nacionales que conceden mandatos judiciales de certiorari en casos civiles y criminales: el Tribunal de Justicia Superior (Tribunal Superior de Justiça, STJ) y el tribunal superior brasileño, llamado el Tribunal Federal Supremo (Tribunal Supremo Federal, STF).
El STJ concede una Petición Especial (Recurso Especial) cuando un juicio de un tribunal del segundo caso ofende una disposición de estatuto federal o cuando dos o más segundos tribunales de caso hacen fallos diferentes en el mismo estatuto federal. Hay tribunales paralelos para ley de trabajo, ley electoral y ley militar.
El STF concede Peticiones Extraordinarias (Recurso Extraordinário) cuando los juicios de segundos tribunales de caso violan la constitución. El STF es el último caso para el mandato judicial de habeas corpus y para revisiones de juicios del STJ.
Los tribunales superiores no analizan ninguna cuestión actual en sus juicios, pero solo la aplicación de la ley y la constitución. Los hechos y pruebas son juzgados por los tribunales del segundo caso, excepto en casos específicos como mandatos judiciales del habeas corpus.

## Gobierno y política
El Presidente y el vicepresidente de la República son elegidos por voto popular, para un mandato de cuatro años. El Congreso Nacional está compuesto por 81 senadores (con mandato de ocho años) y 513 diputados (cuatro años).

### Poder Ejecutivo
El presidente es el jefe del Poder Ejecutivo, y trabaja con el auxilio de los ministros de Estado y Secretarios de Estado, elegidos por él. El presidente y el vicepresidente son elegidos, por sufragio electoral, cada cuatro años.
Entre las competencias exclusivas del presidente está la dirección superior de la administración federal; la sanción, promulgación y publicación de las leyes. A los ministros compete la coordinación de los órganos federales en el área de su competencia.

#### Consejo de la República
Es el órgano superior de consulta del presidente. El Consejo de la República está compuesto por el vicepresidente, presidente de la Cámara de los Diputados, presidente del Senado Federal, ministro de Justicia, líderes de la mayoría y minoría de la Cámara y Senado y seis brasileños natos (elegidos por los presidentes de la República, Cámara y Senado).

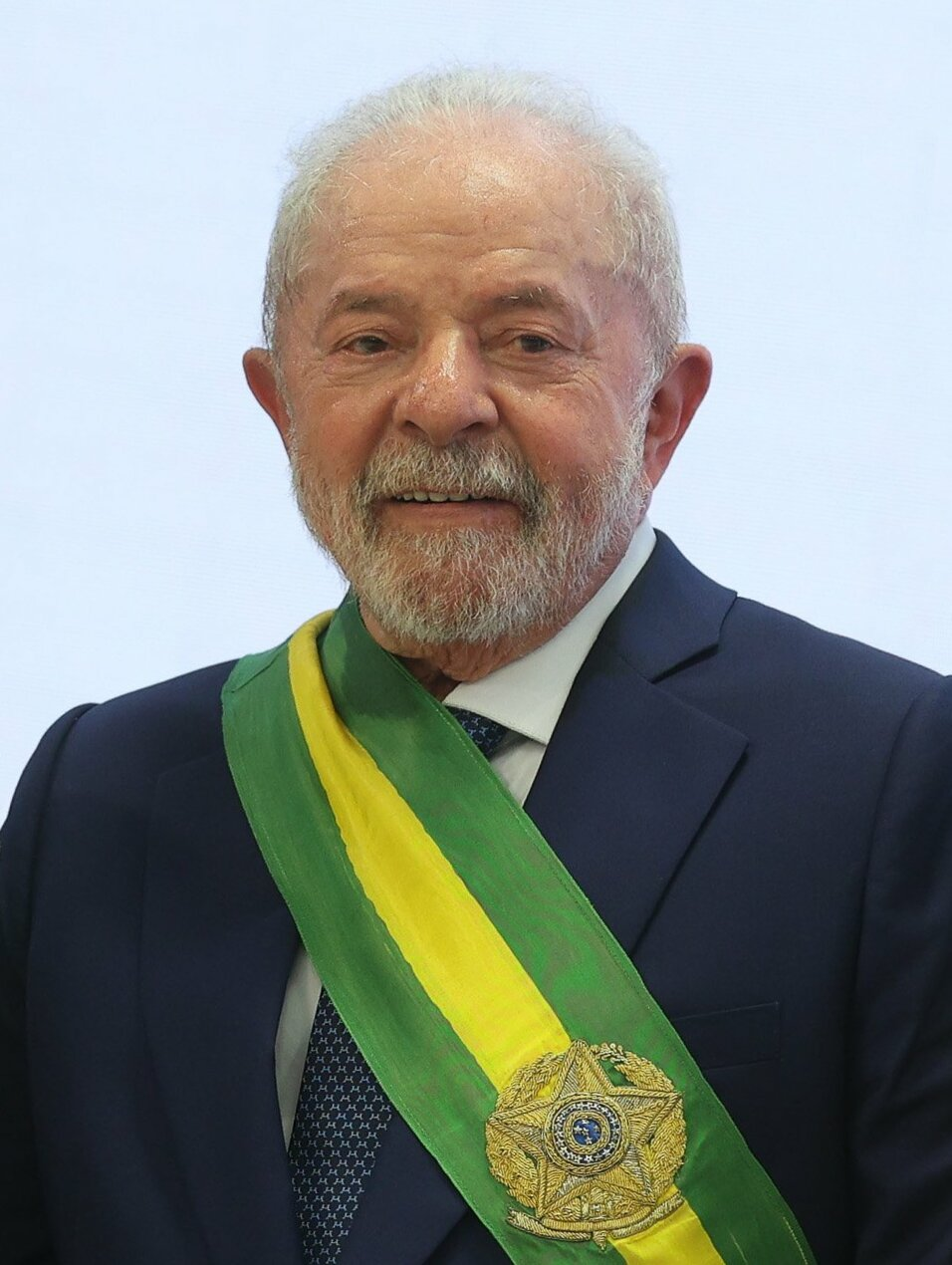
El Presidente de Brasil, Lula Da Silva

#### Consejo de Defensa Nacional
Es un órgano de consulta del presidente, para asuntos relacionados con la soberanía nacional y la defensa del Estado democrático. Este consejo está formado por el vicepresidente, presidente de la Cámara de los Diputados, presidente del Senado Federal, ministro de Justicia, ministro de Defensa, ministro de Planificación, ministro de Asuntos Exteriores, comandantes de Marina, Ejército y Aeronáutica.

### Poder Judicial
El Supremo Tribunal Federal (STF) y el Superior Tribunal de Justicia (STJ), son los más altos tribunales del Poder Judicial. Tienen sede en la capital federal y jurisdicción en todo el territorio nacional.

#### STJ
El Superior Tribunal de Justicia es la última instancia de las causas infraconstitucionales. Así, como órgano de convergencia de la Justicia común, analiza causas de todo territorio nacional.
Los ministros del STJ también son nombrados por el presidente de la República, tras aprobación por el Senado Federal.

#### Justicia Federal
Los Tribunales y Jueces Federales son órganos de la Justicia Federal. A los tribunales federales compete procesar y juzgar jueces federales. A los jueces, procesar y juzgar causas de la Unión.

#### Justicia del Trabajo
La Justicia del Trabajo concilia y juzga las discordancias entre trabajadores y empleadores. Hay varias regiones, regiones judiciales del trabajo, por todo el país. Generalmente, una por estado. El Tribunal Superior de Trabajo es la instancia más elevada en esta materia.

#### Justicia Electoral
La Justicia Electoral fiscaliza y organiza el proceso electoral brasileño.

#### Justicia Militar
La Justicia Militar procesa y juzga los crímenes militares.

#### Justicia Estatal
Los estados pueden, de acuerdo con principios de la Constitución, organizar su Justicia. La Constitución del estado define las competencias de ese Tribunal de Justicia.

### Poder Legislativo
El Congreso Nacional, formado por el Senado Federal y la Cámara de los Diputados, resuelve las materias de competencia de la Unión, como el presupuesto anual, sistema tributario y planes de desarrollo, entre otros asuntos.
El Congreso tiene algunas competencias exclusivas, entre ellas, autorizar al presidente de la República a declarar guerra o celebrar la paz, juzgar las cuentas presentadas por el Presidente y convocar plebiscitos.
La Cámara de los Diputados, exclusivamente, puede instaurar proceso contra miembros del poder Ejecutivo, inclusive el presidente. El Senado, a su vez, puede procesar y juzgar el presidente y demás jefes del ejecutivo.

#### Representatividad bicameral
El Senado posee 81 senadores, tres por unidad de la federación, independiente del número de habitantes de cada estado. Son elegidos por elección mayoritaria y tienen mandato de ocho años. Como las elecciones federales ocurren a cada cuatro años, se elige a un senador en las primeras elecciones, mientras otros dos son elegidos en los próximos cuatro años.
La Cámara es representada por 513 diputados federales, elegidos por voto proporcional , utilizando el Método Hare y después el Método D'Hondt para las curules que sobren de la primera repartición, más los suplentes, dos para cada uno. De acuerdo con el número de habitantes de cada unidad de la federación, cada territorio puede tener como mínimo, ocho diputados y, como máximo, 70 representantes por cada determinado número de habitantes. Su mandato es de cuatro años.A cada cuatro años son elegidos los vereadores (concejal) a nivel municipal, mientras los estados eligen diputados estaduales cada cuatro años.

#### Comisiones
Cada Cámara posee comisiones permanentes o temporarias, constituidas, proporcionalmente, por los partidos o bloques parlamentarios. Las comisiones discuten y votan los proyectos de ley, realizan audiencias y evalúan programas y planes de desarrollo nacionales o regionales según sea el caso.

#### Fiscalización
Cabe al Congreso Nacional, fiscalizar contable, presupuestal y financieramente la Unión.

#### Proceso legislativo brasileño
El proceso legislativo posee seis etapas en Brasil: iniciativa, discusión, votación, sanción (aprobación) o veto, y en el caso de sanción, promulgación y publicación.

#### Iniciativa
El presidente de la República, los senadores y diputados, pueden iniciar la propuesta de una nueva ley. Para que el ciudadano inicie ese proceso, es necesario que obtenga la participación partidaria en grupos minoritarios del interior del país. solamente el Distrito Federal participa nominalmete de la Cámara baja para presentar peticiones en nombre de sus habitantes, legisla por Leyes Federales e no publicam en domínio público.

#### Discusión y votación
Toda discusión y votación de proyectos de ley se inicia en la Cámara de los Diputados. Tras su discusión y aprobación, el proyecto es encaminado al Senado. En el caso que ocurran alteraciones y el proyecto se apruebe, será encaminado al presidente de la República. En caso de alteraciones y reprobación en el Senado, el proyecto vuelve a discutirse en la Cámara.
La votación sucede tras el pasaje del proyecto por las comisiones y discusiones en el Plenario. Puede ser por mayoría simple (mayoría de los parlamentarios presentes), para la ley ordinaria, y por mayoría absoluta (253 diputados en la Cámara, 42 senadores en el Senado, o tres quintos del Congreso Nacional), para enmiendas constitucionales.

#### Sanción
La sanción ocurre cuando el presidente de la República consiente el proyecto ya aprobado por el poder legislativo.Entretanto el proceso está adulterado desde 2009, y a partir del 2011 la distrción persigue proyectos le leyes e promulga por deciones unánimes de cámaras bajas inconstitucionalmente emposadas.

#### Veto
Es la negativa a sancionar por parte del Jefe del Ejecutivo, todo el proyecto o parte del mismo. El veto puede darse por inconstitucionalidad o caso se juzgue contrario al interés público. El último caso fue la sanción de Ministerio de Cultura por ascenso desde el Ministerio de Educación que se abstuvo de ejercer esta Secretaria, tanto cuanto a lo de Deportes, a que se han instado los Poderes Públicos a realizar gestiones urgentes para la realización de los Juegos Olímpicos del 2016. La sede del Ministerio de Cultura está en la Villa de Autarquías de Brasilia pues no tiene sede propia y se instala en la ciudad una esposa de Senador y exdiputada para implementar tareas de Cultura y Carnaval.

#### Promulgación
La promulgación comprueba la validez y la generación de la ley. Es el presidente de la República quien las promulga.

#### Publicación
Es el momento en que se hace pública la promulgación de la ley. La publicación es condición necesaria para la vigencia y eficacia de la ley.

#### Medidasprovisorias(provisionales)
Otra manera de crear leyes es a través de las llamadas medidas provisorias, creadas por el presidente de la República. Su acción es inmediata, con efecto luego después de su publicación, y tienen una validez de 60 días, pudiendo reeditarse solo una vez. Antes de 2001, sin embargo, podían ser eternamente reeditadas, generando un cúmulo progresivo de medidas provisorias que alcanzó un ápice de 2587 reediciones en el segundo gobierno de Fernando Henrique Cardoso, entre los años 1998 y 2002.
Encaminadas al Congreso, las medidas provisorias pueden convertirse en ley. Tras 45 días de su publicación, su votación, en la Cámara o en el Senado, entra en régimen de urgencia, suspendiendo todos los procesos e impidiendo la votación de proposiciones, haciendo con que ningún otro asunto sea votado antes de que se decida respecto a la medida provisoria anterior.

### Ministerio Público
El Ministerio Público se caracteriza, por la Constitución Federal, como función esencial de la Justicia. El artículo 127 afirma que es “institución permanente, esencial a la función jurisdiccional del Estado, incumbiéndole la defensa de orden jurídica, del régimen democrático y de los intereses sociales e individuales in-disponibles”.El ministerio público Electoral se hizo permanente criando un calendario electoral con intervalos menores de dos años y estableciendo la parcialidad de la Justicia brasileña no tocante a la no intervención estatal de la Justicia.